# Algorithmica
Algorithmica é uma revista científica mensal de ciência da computação, publicada pela Springer de Nova York. Ela inclui tanto trabalhos teóricos sobre algoritmos de resolução de problemas que surjam em zonas de trabalhos práticos quanto trabalhos experimentais abrangendo aspectos práticos ou técnicas.
Algorithmica está disponível em versões impressa e eletrônica:
- ISSN 0178-4617 (versão impressa)
- ISSN 1432-0541 (versão eletrônica)